# Svay Rieng (tỉnh)
Tỉnh Svay Rieng (tiếng Khmer: ស្វាយរៀង), phiên âm tiếng Việt: Xvây Riêng hoặc Xoài Riêng, là một tỉnh đông nam của Campuchia, vùng đất này còn được gọi là Tuy Lạp trong lịch sử Việt Nam thời kỳ nhà Nguyễn.

## Vị trí địa lý
- Phía đông và phía nam giáp giới với tỉnh Tây Ninh của Việt Nam.
- Phía bắc và phía tây giáp tỉnh Prey Veng.

Về mặt địa lý, tỉnh Svay Rieng là vùng Mỏ Vẹt trên bản đồ lấn sâu vào Nam bộ nên trong thời Chiến tranh Việt Nam, tỉnh Svay Rieng là căn cứ quan trọng mà Quân Giải phóng miền Nam từng dùng để xâm nhập Vùng 3 chiến thuật của Việt Nam Cộng hòa. Tỉnh lỵ tỉnh này là thị xã Svay Rieng.

## Diện tích
Diện tích: 2966 km², dân số năm 1998 là 478.252 người, mật độ dân số là 161,2 người/km².
Tỉnh này có 6 huyện và 2 thành phố tỉnh lỵ:
- 2001 Chanthrea
- 2002 Kampong Rou
- 2003 Romdoul
- 2004 Romeas Haek
- 2005 Svay Chrum
- 2006 Svay Rieng (thành phố, tỉnh lỵ)
- 2007 Svay Theab
- 2008 Bavet (thành phố biên giới)

## Địa điểm tham quan
- Sòng bạc gần cửa khẩu Mộc Bài thu hút nhiều khách du lịch Việt Nam và là nơi có nhiều người Việt Nam sinh sống và làm việc.

## Giáo dục
Tỉnh có trường đại học nổi tiếng là trường Đại học Svayreng nằm trên quốc lộ Xuyên Á. Đây là trường đại học mới.